# Paulína Bátovská Fialková
Paulína Bátovská Fialková (Brezno, 25 oktober 1995) is een Slowaakse biatlete. Ze vertegenwoordigde haar land op de Olympische Winterspelen 2014 in Sotsji, de Olympische Winterspelen 2018 in Pyeongchang en de Olympische Winterspelen 2022 in Peking. 

## Carrière
Fialková maakte haar debuut in de wereldbeker op 13 januari 2012 in de 7,5 km sprint in Nové Město na Moravě met een 83ste plaats. Ze nam datzelfde jaar voor het eerst deel aan de Wereldkampioenschappen biatlon in Ruhpolding waar ze samen met Jana Daubnerová, Anastasiya Kuzmina en Martina Chrapanova. een 8ste plaats behaalde in de 4×6 km estafette, wat meteen haar eerste top-10 plaats op wereldbeker-niveau was. Op de wereldkampioenschappen biatlon 2013 behaalde ze opnieuw een 8ste plaats in de estafette als deel van hetzelfde viertal. Haar eerste wereldbeker punten behaalde Fialková in het seizoen 2013/2014, met een negende plaats in de 7,5 km sprint van Kontiolahti. Ze nam dat seizoen ook voor het eerst deel aan de Olympische winterspelen waar haar beste prestatie een 13de plaats in de estafette, samen met Jana Daubnerová, Terezia Poliakova en Martina Chrapanova, was. 
Op de Wereldkampioenschappen biatlon 2017 in Hochfilzen behaalde Fialková haar eerste individuele top-10 klassering, ze werd 10de in de 12,5 km massastart. Ook werd ze samen met de Slowaakse ploeg, naast haar Ivona Fialková, Anastasiya Kuzmina en Jana Daubnerová 8ste in de 4×6 km estafette. In 2018 nam ze voor een tweede maal de aan de Olympische Winterspelen. Ze werd er tweemaal 5de, in de 15 km individueel en samen met Anastasiya Kuzmina, Terézia Poliaková en Ivona Fialková op de 4×6 km estafette. Later in dat seizoen behaalde Fialková haar eerste wereldbeker-podium met een 2de plaats op de 12,5 km massastart in Tjoemen.
Op de Wereldkampioenschappen biatlon 2019 in Östersund behaalde Fialková een 5de plaats in de 15 km individueel en een 6de samen met Ivona Fialková, Terézia Poliaková en Anastasiya Kuzmina een 6de plaats op de estafette. Ze sloot het seizoen 2018/2019 af op een 6de plek in de wereldbekerstand, door onder meer zes individuele podiumplaatsen. Daarnaast eindigde ze ook als 2de in de disciplinecup van het individuele nummer en 3de in die van de massastart. Het seizoen 2019/2020 kon prestaties van het voorgaande seizoen, niet evenaren en eindigde ze 13de in de wereldbeker. Ze slaagde er wel in om tweede te worden in de 12,5 km achtervolging in Ruhpolding. Ze nam in 2022 voor een derde maal deel aan de Olympische Winterspelen in Peking, waar haar beste prestatie een 10de plek was in de 10 km achtervolging.
De eindklassering van de wereldbeker 2022/2023 eindigde Bátovská Fialková als 17de. In de zomer van 2023 maakte ze bekend dat ze zwanger was.

## Persoonlijk
Paulína Bátovská Fialková is de zus van Ivona Fialková die tevens biatlete was.
Ze is in 2022 getrouwd met olympisch snelwandelaar Miloš Bátovský.

## Resultaten

### Olympische Winterspelen
| Jaar | Plaats      | Onderdeel   | Onderdeel | Onderdeel     | Onderdeel  | Onderdeel | Onderdeel          |
| Jaar | Plaats      | Individueel | Sprint    | Achtervolging | Massastart | Estafette | Gemengde estafette |
| ---- | ----------- | ----------- | --------- | ------------- | ---------- | --------- | ------------------ |
| 2014 | Sotsji      | –           | 71e       | –             | –          | 13e       | –                  |
| 2018 | Pyeongchang | 5e          | 11e       | 38e           | 21e        | 5e        | 20e                |
| 2022 | Peking      | 42e         | 14e       | 10e           | 26e        | 19e       | 17e                |

### Wereldkampioenschappen
| Jaar | Plaats               | Onderdeel   | Onderdeel | Onderdeel     | Onderdeel  | Onderdeel | Onderdeel          | Onderdeel                 |
| Jaar | Plaats               | Individueel | Sprint    | Achtervolging | Massastart | Estafette | Gemengde estafette | Single gemengde estafette |
| ---- | -------------------- | ----------- | --------- | ------------- | ---------- | --------- | ------------------ | ------------------------- |
| 2012 | Ruhpolding           | –           | 86e       | –             | –          | 8e        | –                  |                           |
| 2013 | Nové Město na Moravě | –           | 55e       | 53e           | –          | 8e        | –                  |                           |
| 2015 | Kontiolahti          | 53e         | 88e       | –             | –          | 18e       | 17e                |                           |
| 2016 | Oslo-Holmenkollen    | 75e         | 49e       | 23e           | –          | 14e       | 17e                |                           |
| 2017 | Hochfilzen           | 27e         | 31e       | 12e           | 10e        | 8e        | 12e                |                           |
| 2019 | Östersund            | 5e          | 48e       | DNS           | 12e        | 6e        | 12e                | –                         |
| 2020 | Antholz              | 24e         | 16e       | 17e           | 15e        | 17e       | –                  | –                         |
| 2021 | Pokljuka             | 50e         | 13e       | 41e           | –          | 21e       | 18e                | 21e                       |
| 2023 | Oberhof              | 18e         | 25e       | 25e           | 16e        | –         | 16e                | –                         |

### Wereldkampioenschappen junioren
| Jaar | Plaats       | Onderdeel   | Onderdeel | Onderdeel     | Onderdeel |
| Jaar | Plaats       | Individueel | Sprint    | Achtervolging | Estafette |
| ---- | ------------ | ----------- | --------- | ------------- | --------- |
| 2012 | Kontiolahti  | 52e         | 14e       | 23e           | 10e       |
| 2013 | Obertilliach | 4e          | 25e       | 31e           | 9e        |

### Wereldbeker
Eindklasseringen
| Seizoen   | Algemeen | Individueel | Sprint | Achtervolging | Massastart |
| --------- | -------- | ----------- | ------ | ------------- | ---------- |
| 2011/2012 | –        | –           | –      | –             | –          |
| 2012/2013 | –        | –           | –      | –             | –          |
| 2013/2014 | 61e      | –           | 52e    | –             | –          |
| 2014/2015 | 72e      | 67e         | 70e    | 73e           | –          |
| 2015/2016 | 35e      | 26e         | 61e    | 28e           | 32e        |
| 2016/2017 | 31e      | 52e         | 39e    | 25e           | 28e        |
| 2017/2018 | 32e      | 15e         | 39e    | 44e           | 21e        |
| 2018/2019 | 6e       | Zilver      | 7e     | 17e           | Brons      |
| 2019/2020 | 13e      | 45e         | 10e    | 6e            | 11e        |
| 2020/2021 | 52e      | –           | 43e    | 46e           | –          |
| 2021/2022 | 23e      | 27e         | 30e    | 26e           | 18e        |
| 2022/2023 | 17e      | 14e         | 18e    | 17e           | 20e        |